# Arthur von Ramberg
Arthur von Ramberg (ur. 4 września 1819 w Wiedniu, zm. 5 lutego 1875 w Monachium) – austriacki malarz tworzący w Niemczech.
Dzieciństwo spędził we Włoszech, Niemczech i na Węgrzech. Naukę malarstwa rozpoczął u swojego wuja Johanna Heinricha Ramberga w Hanowerze, a następnie podróżował po Europie (Włochy, Węgry). Od 1840 studiował filozofię na Uniwersytecie w Pradze, równolegle studiując w Akademii Sztuk Pięknych u Františka Tkadlíka. Dwa lata później wyjechał do Drezna i tam rozpoczął naukę w Akademii Sztuk Pięknych (Hochschule für Bildende Künste Dresden) w pracowni Juliusa Hübnera. Wówczas namalował inspirowane twórczością Wolfganga Goethego „Die Zwergenhochzet” (Wesele Krasnoluda) i „Kaiser Heinrich I im Kampf mit den Ungarn” (Cesarz Henryk I w bitwie pod Węgrami). W 1849 zamieszkał w Monachium, z tego okresu pochodzi seria obrazów ilustrujących prace Friedricha Schillera. Tworzył również ryciny, drzeworyty i litografie. Dziesięć lat później został profesorem w Weimarskiej Szkole Sztuki, pracował tam do 1866, a następnie powrócił do Monachium, gdzie został wykładowcą w Akademii Sztuk Pięknych.